# Alfaro ostrobřiché
Alfaro ostrobřiché nebo také živorodka ostrobřichá (Alfaro cultratus) je druh ryby z čeledi živorodkovitých (Poeciliidae), podčeledi Poeciliinae z rodu Poecilia.

## Areál rozšíření
Areál rozšíření alfara ostrobřichého zahrnuje středoamerické státy – (Nikaraguu, Panamu a Kostariku).

## Charakteristika
Tato rybka není obzvlášť velká, je zvláštní tím, že má maličké hroty na bříšku, proto se jí říká ostrobřichá. Je to jedna z divokých forem živorodek. Základní zbarvení je okrové s kovově modrým leskem, které vynikne zvláště při bočním světle. V akváriu má ráda rostliny a úkryty. Zajímavé a pro živorodky netypické je chování těchto rybek. Sdružují by se v hejnu a rychle plavou nádrží. Připomínají tím chování některých Teter. Vyniknou v prosluněné nádrži, v hejnu.

## Pohlavní dimorfismus
Samice jsou větší a v akváriích dorůstají až 8 cm. Samci jsou menší, dorůstají do velikosti maximálně 6 cm a jako všichni samci živorodkovitých mají anální ploutve přeměněny na gonopodium.

## Chov v akváriu
Mírumilovná, všežravá rybka. Na krmivo není vybíravá (vločkové, živé, mražené i zelené). Pozor – velmi neochotně přijímají potravu ze dna. Ideální teplota vody je v rozmezí 22 až 25 °C, pH vody 5,5-7 a tvrdost vody 1-16 °DGH.

## Rozmnožování
Asi po 24 dnech březosti samička vrhne až 50 mladých, které bývají až 8 mm velké. Samici je nutné ihned po porodu vylovit, protože mladé s oblibou požírá. Ve společenské nádrži musí být hodně úkrytů pro mladé ryby, jinak jsou sežrány jinými obyvateli akvária.